# BCCO
BCCO este acronimul pentru Brigada de Combatere a Criminalității Organizate.

## Vezi și
- IGPR#Departamente
- Traian Berbeceanu